# Eleonora Costescu
Eleonora Costescu (n. 20 februarie 1916, București – d. 6 noiembrie 2002, Lipova, jud. Arad), a fost o autoare română și critic de artă.

## Tinerețea
Eleonora Costescu s-a născut pe 20 februarie 1916 și a avut o copilărie dificilă, fiindcă tatăl său George Costescu fusese dezmoștenit în urma căsătoriei sale cu Zenovia Agapi, mama Eleonorei, iar Primul Război Mondial și ocuparea Bucureștilor de către trupele germane i-au lăsat fără locuință. Și-a pierdut familia de mică și a fost crescută de familia lui George De Roma, originară din Insulele Ioniene, care îi descoperă aplecarea pentru învățătură și artă, și o susține. Cu îmbărbătările profesorilor George Oprescu și Nicolae Iorga urmează cursurile facultății de Litere și Filosofie din București, ieșind  licențiată "Cum laude" în 1939. Urmează o nouă perioadă dificilă în cursul celui de-al doilea război mondial și în anii imediat următori.

## Cariera
În timpul războiului este infirmieră voluntară, primind Semnul de Distincție nr. 584 în iunie 1942. În perioada stalinismului de după război, susținerea lui George Oprescu îi permite să supraviețuiască (este angajată ca bibliotecară la facultate). Devine asistenta lui George Oprescu la catedra de Istoria Artei și la Muzeul național de Artă populară, dar atât catedra, cât și Muzeul, sunt desființate în 1948, Muzeul de Artă populară fiind contopit în noul Muzeu de Artă al R.P.R., în timp ce clădirea sa devine Muzeul Comunismului (azi al Țăranului Român).
În 1948, George Oprescu o angajează ca asistentă la Institutul de Arhivistică și Muzeografie; este acceptată în Uniunea Artiștilor Plastici la secția de Critică în 1956 și devine apoi șefă a cabinetului de stampe. Se mărită cu pictorul Vasile Varga în 1958.
În 1959 însă, "organele de Partid și de Stat" o "depistează" ca fiind de "origine nesănătoasă" (adică nu se trăgea din părinți muncitori sau țărani fără pământ) și ca având un "sentimentalism burghez": ca urmare, este "epurată" și retrogradată ca bibliotecară de bază. Urmează iar câțiva ani grei din care iese în 1963 câștigând concursul de cercetător științific la Institutul de Studii Sud-Est Europene al Academiei Române.
Situația i se ameliorează treptat și în 1969 devine membră a Biroului secției de Critică din U.A.P., și a Asociației Internaționale a Criticilor de Artă (AICA - UNESCO); este autorizată să călătorească peste hotare.
Se pensionează în 1973 de la Institutul de Studii Sud-Est Europene (unde câștigase între timp concursul de cercetător principal) dar își continuă celelalte activități împreună cu soțul ei Vasile Varga. Printre altele, cei doi soți adună o importantă colecție de artă (sute de icoane, tablouri ai marilor maeștri internaționali și români, stampe, sculpturi, ceramică, artă populară) și o bibliotecă, pe care o donează Muzeului de Artă din Lipova (deschis din inițiativa lor în 1980 în casa lui Sever Bocu). Se stabilesc definitiv în Lipova în 1992 și cumpără în oraș o proprietate în scopul de a întemeia acolo un cămin pentru artiști începători, sub oblăduirea "Fundației Costescu-Varga" al cărei președinte este pictorul Dan Gherman.

## Publicații
- Gabriel Popescu (ESPLA, 1955)
- Il Caravaggio (ESPLA, 1958)
- Petrașcu (Ed. Meridiane, 1975)
- Ion Andreescu (Ed. Meridiane, 1978)
- Ivan Mestrović (Ed. Meridiane, 1978)
- Începuturile artei moderne (Ed. Literară, 1983)
- Artiștii Storck (Ed. "Arc 2000", 1996)
- Van Gogh (împreună cu Vasile Varga) (Ed. Triade, 2005)

Pe lângă aceste cărți, Eleonora Costescu a scris sute de articole în diferite publicații, periodice (Luceafărul, România literară, revista Artei și altele) sau nu (ghiduri ale muzeelor de artă, cataloage, studii, colocvii, simpozioane, congrese)